# Hyperplasie nodulaire régénérative

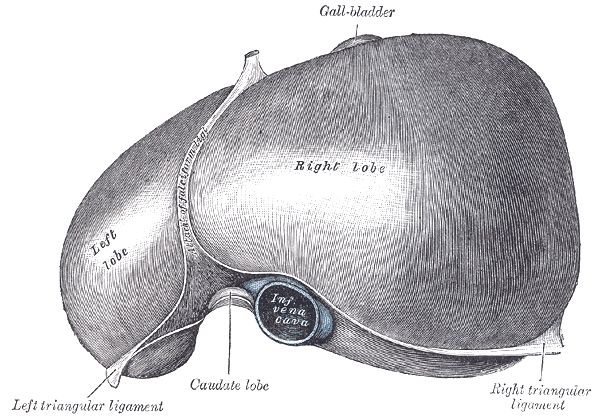
La face supérieure du foie

L'hyperplasie nodulaire régénérative est une forme d'hyperplasie hépatique associée avec l'hypertension portale. L'hyperplasie nodulaire régénérative peut être une complication de l'utilisation de l'azathioprine,.